# Oliver Paasch
Oliver Paasch, né le 21 octobre 1971 à Malmedy, est un homme politique belge germanophone, membre de ProDG et ministre-président de la Communauté germanophone depuis 2014.

## Biographie
Il fait ses études à Namur (UNamur) et Louvain-la-Neuve (UCLouvain) et est licencié en droit en 1995. S'ensuivent deux années d'apprentissage au Crédit général et à l'ABB (association des banques belges) entre 1995 et 1997. Il entre en parallèle comme analyste de crédit à la CBC Banque avant de poursuivre sa carrière comme directeur d'agence (1997), Conseiller d'entreprise et directeur adjoint du Business Center pour l'arrondissement de Verviers (1998) puis enfin en 2003 directeur du Business Center pour l'arrondissement de Verviers.
Membre du Parlement de la Communauté germanophone à partir de 1997, il est ministre de l'Enseignement et de la Recherche scientifique dans le gouvernement Lambertz II de 2004 à 2009, puis de l’Enseignement, de la Formation et de l'Emploi dans le gouvernement Lambertz III de 2009 à 2014.
Lors des élections régionales du 25 mai 2014, le ProDG décroche 6 sièges au Parlement germanophone, ce qui lui permet de prendre la tête du gouvernement  en reconduisant la coalition avec les libéraux du PFF et les socialistes. Après sa prestation de serment le 26 juin, Oliver Paasch succède à Karl-Heinz Lambertz comme ministre-président le 30 juin.

## Distinctions et décorations
- [4] Chevalier de l'ordre de Léopold
- Grand-croix de l'ordre de la Couronne
- Grand officier de l'ordre du Mérite (Allemagne)
- Officier de la Légion d'honneur (France)
- Officier de l'ordre des Palmes académiques (France)
- Grand officier de l'ordre de Mérite du grand-duché de Luxembourg
- Commandeur de l'ordre de la Couronne de chêne (Luxembourg)
- Chevalier grand-croix de l'ordre du Lion d'or de la maison de Nassau (Pays-Bas)
- Grand-commandeur de l'ordre de l'honneur (Grèce)[1]